# Jérôme Henri Kiebert

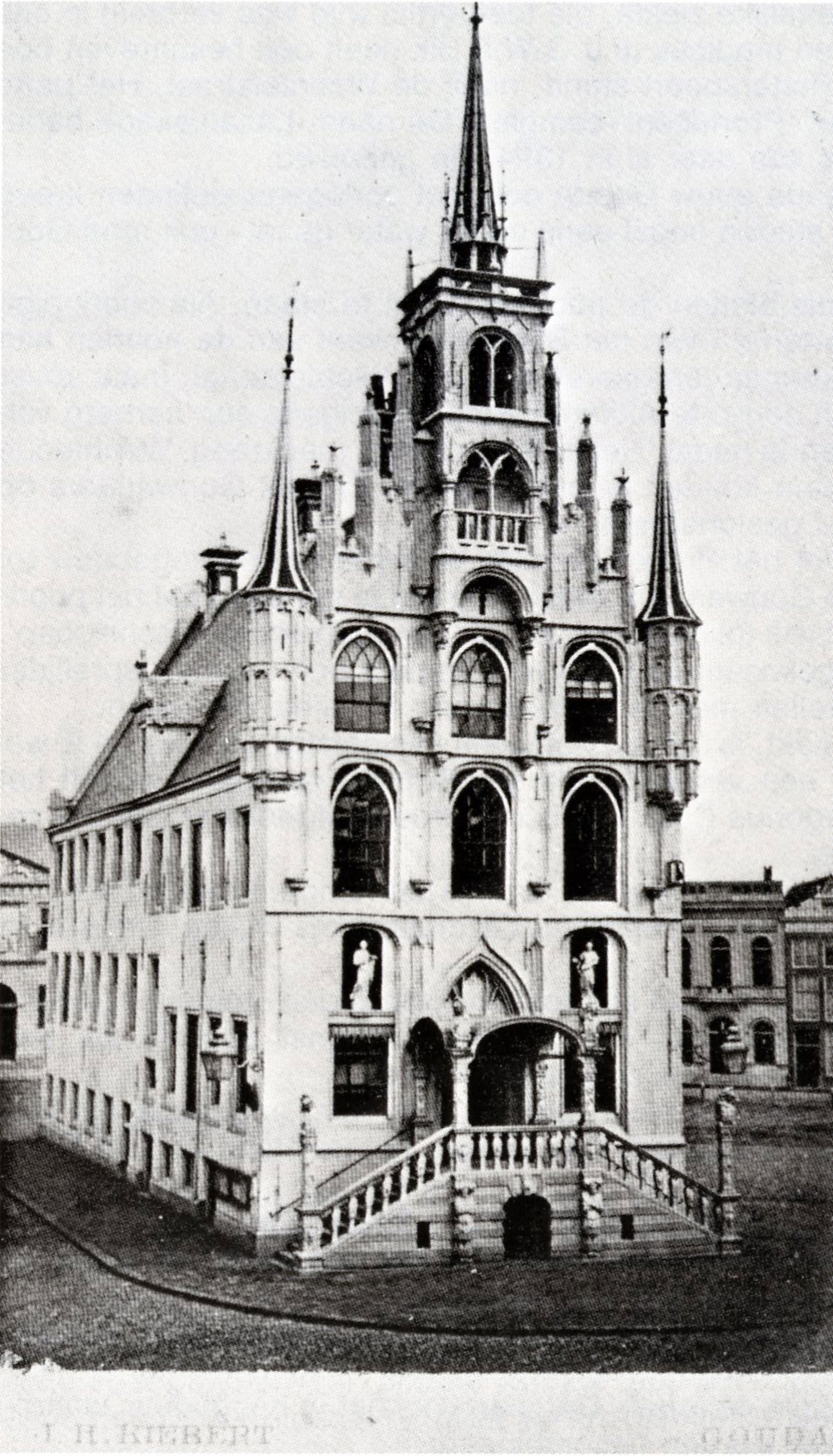
De eerste foto van het stadhuis van Gouda, gemaakt omstreeks 1867 door Kiebert. Te zien zijn nog de beelden in de voorgevel van Wijsheid en Standvastigheid gemaakt door Jan Gijselingh (de jonge). Deze beelden werden in 1882 verwijderd

Jérôme Henri Kiebert (Oude Wetering, 11 oktober 1843 - Amsterdam, 15 februari 1889) was een Nederlandse fotograaf, die als eerste fotograaf omstreeks 1867 een reeks stadsgezichten in de binnenstad van Gouda maakte.

## Leven en werk
Kiebert was een zoon van de tabakskoper Jerome Jaques Henri Kiebert en Adriana Petronella Mooij. Met zijn moeder, die weduwe was geworden kwam hij in 1863 naar Gouda. Op 24 juli 1867 trouwde hij in Gouda met Louisa Petronella Messemaker, dochter van de tabaksverkoper en Nederlands schaakkampioen Christiaan Messemaker en Ida Alida Welter. Kiebert vestigde in 1867 een studio voor portretfotografie op de hoek van de Groenendaal en de Markt in Gouda. Na ruim twintig jaar vertrok hij in mei 1888 naar Amsterdam. Kiebert overleed nog geen jaar na zijn verhuizing naar Amsterdam, in februari 1889, op 45-jarige leeftijd.
Kiebert was de eerste fotograaf die omstreeks 1867 een reeks stadsgezichten van Gouda maakte. Buitenopnamen waren vanwege het gebruik van platencamera's zeldzaam. Bij het streekarchief van Gouda zijn slechts tien van de door Kiebert in die periode gemaakte foto's bewaard gebleven. Deze beperkte collectie stadsopnamen zijn de eerste fotografische beelden van de stad Gouda.
- International Standard Name Identifier: 0000 0003 8935 8334
- Nederlandse Thesaurus van Auteursnamen: 073465666
- PIC: 387353
- RKD-Nederlands Instituut voor Kunstgeschiedenis: 253205
- Virtual International Authority File: 282746685
- WorldCat: E39PBJhmPmJ43kyqBVcbc7VV4q